# Krzysztof Pakulski
Krzysztof Pakulski (ur. 22 października 1948 w Świnoujściu) – polski operator filmowy.
W 1978 ukończył studia na Wydziale Operatorskim PWSFTviT w Łodzi.

## Filmografia
- 1979: Terrarium
- 1980: W biały dzień
- 1981: Krótki dzień pracy
- 1981: Przypadek
- 1981: Zderzenie
- 1982: Prognoza pogody
- 1983: Psychoterapia
- 1985: Przez dotyk
- 1985: Lubię nietoperze
- 1986: Dzieci śmieci
- 1986: Ucieczka
- 1987: Kocham kino
- 1988: Dekalog IV
- 1988: Dziewczynka z hotelu Excelsior
- 1989: Dzień dobry i do widzenia
- 1992: Aby do świtu...
- 1993: Wow
- 1996: Odwiedź mnie we śnie
- 1997: Musisz żyć
- 1998-1999: Życie jak poker
- 2000-2001: Miasteczko
- 2001: Marszałek Piłsudski
- 2002-2010: Samo życie
- 2003-2005: Czego się boją faceci, czyli seks w mniejszym mieście
- 2004-2006: Bulionerzy
- 2004: Dziki (serial telewizyjny)
- 2005-2007: Magda M.
- 2006-2007: Dwie strony medalu
- 2006: Dylematu 5
- 2007: Mamuśki

## Nagrody
1986:
- Przez dotyk – nagroda za zdjęcia na FPFF
- Ucieczka – nagroda za zdjęcia na FPFF w Gdyni

1988:
- Kocham kino – nagroda za zdjęcia – Młode Kino Polskie – Gdańsk